# Pine County
Pine County er et county i den amerikanske delstat Minnesota. Amtet ligger i den østlige del af delstaten og grænser op til Carlton County i nord, Chisago County i syd, Isanti County i sydvest, Kanabec County i vest og mod Aitkin County i nordvest. Amtet grænser desuden op til delstaten Wisconsin i øst.
Pine totale areal er 3.716 km² hvoraf 61 km² er vand. I 2000 havde amtet 26.530 indbyggere. Amtets administration ligger i byen Pine City. 
46°08′N 92°44′V / 46.14°N 92.74°V